# Albert Janetschek
Albert Janetschek (* 27. September 1925 in Hochwolkersdorf; † 24. Oktober 1997 in Wiener Neustadt) war ein österreichischer Pädagoge und Schriftsteller.

## Leben
Albert Janetschek lebte ab 1933 in Wiener Neustadt und schloss nach 1945 seine Ausbildung zum Lehrer an der Lehrerbildungsanstalt Wiener Neustadt ab und unterrichtete ab 1948 in Wiener Neustadt. Von 1974 bis zu seiner Pensionierung 1985 war er Volksschuldirektor der Pestalozzischule in Wiener Neustadt.
Janetschek war Mitgründer des Literaturkreises Podium, Mitglied beim Österreichischen Schriftstellerverband und Vizepräsident des Österreichischen P.E.N.-Clubs. Er war Buchrezensent für Zeitschriften und beim ORF.

## Auszeichnungen
- Kulturpreis des Landes Niederösterreich
- 1983 Kulturpreis der Stadt Wiener Neustadt, gemeinsam mit Jeannie Ebner
- Ehrenring des Geburtsortes Hochwolkersdorf
- Albert-Janetschek-Gasse[1] in Wiener Neustadt

## Publikationen
- Das unerschöpfliche Maß. Lyrikband, 1946.
- wienerische Übertragung von Plisch und Plum. In: Manfred Gerlach (Hrsg.): Wilhelm Busch – Plisch und Plum in deutschen Dialekten. dtv, München 1984
- Mia san mia. Gedichte im Dialekt des Wiener Raumes. Buch mit Schallplatte, Dichten im Dialekt Band 8, van Acken, Krefeld 1988, ISBN 3-923140-34-7.
- Kontraste. Gedichte aus mehreren Jahrzehnten. Merbod, Wiener Neustadt 1990, ISBN 3-900844-10-0.
- Spuren der Herkunft. Jugenderinnerungen 1925 - 1943. Autobiographie, Merbod, Wiener Neustadt 1992, ISBN 3-900844-21-6.
- Ka Blal fuan Mund. Mundartdichtungen. Literaturedition Niederösterreich, St. Pölten 1994, ISBN 3-901117-18-0.
- Im Reich des Wurstels. Ein Alptraum in 17 Phasen. Österreichisches Literaturforum, Krems 1995, ISBN 3-900959-68-4.
- Die unwirkliche Republik. Aphorismen, Glossen, Kommentare. Anthologie, Merbod, Wiener Neustadt 1996, ISBN 3-900844-45-3.
- Albert Janetschek. Ausgewählte Gedichte. Zusammengestellt von Manfred Chobot, Podium, St. Pölten 2005, ISBN 3-902054-38-7.